# Тиртей
Тиртей (на старогръцки: Τυρταῖος) е старогръцки елегически поет живял през VII в пр. Хр., вероятно родом от Атина. Според легендата, по време на Втората Месенска война изпадналите в затруднение спартанци получават съвет от оракула да наемат атински предводител. За да им се подиграят, атиняните изпращат куция учител и поет Тиртей. Но с вдъхновените си песни той успява да повдигне духа на спартанците и те обръщат хода на войната към победа. Някои изследователи предполагат, че той е спартанец по произход, ако се съди по неговия пламенен патриотизъм. Според други той произхожда от йонийското крайбрежие на Мала Азия. Запазени са 13 фрагмента (около 300 стиха) от неговите забележителни творби – предимно бойни маршове (ембатерии) и една поема за държавното устройство на Древна Спарта. Стиховете на Тиртей са написани в стила на йонийските елегии, езикът му е наситен с Омирови форми и мотиви. Основните мотиви, които разработва Тиртей, са воинските добродетели, мъжеството, доблестта, благородната смърт в името на отечеството. В някои от тях има и напътствия в поетична форма за водене на военни действия.